# Aditivo alimentar

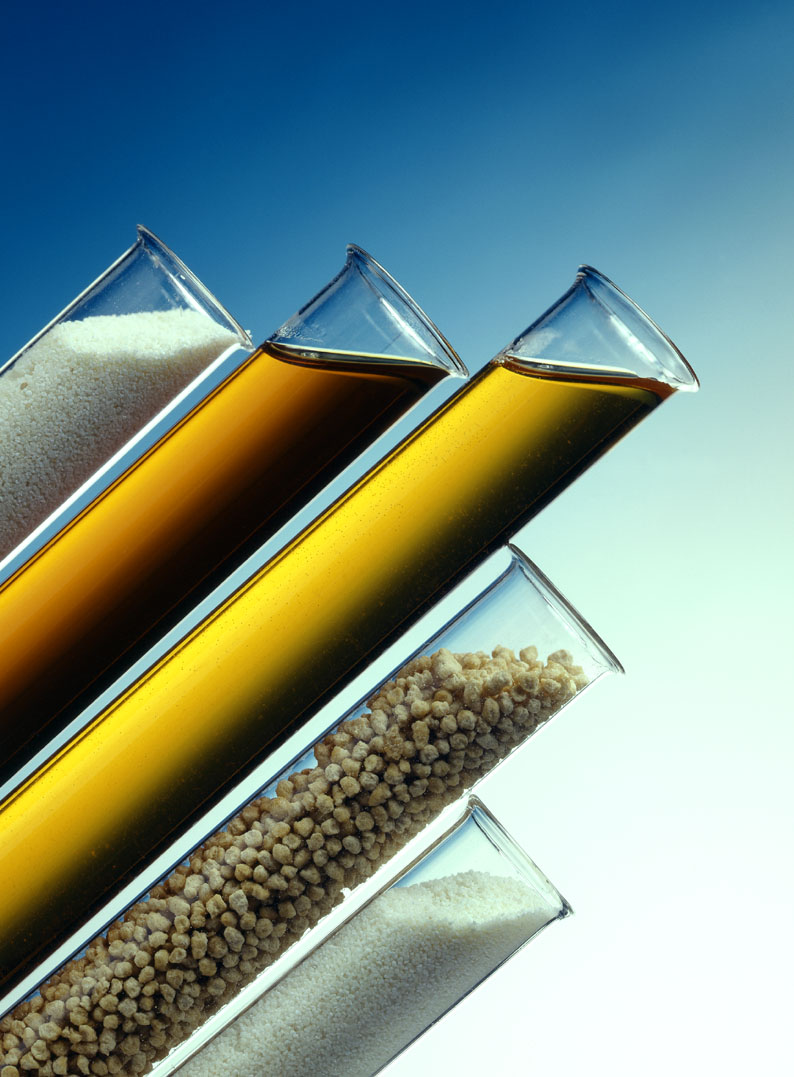
Várias formas do emulsionante lecitina: em pó, em líquidos de diferentes concentrações, granular e em pó

Aditivos alimentares são substâncias que são adicionadas aos alimentos com o propósito de manter ou modificar o seu sabor, melhorar a sua aparência, aroma ou prolongar o seu tempo de conservação.Os corantes e os conservantes são os mais conhecidos, mas existem centenas de aditivos autorizados.A utilização de aditivos deve ser reduzida ao mínimo e apenas quando não há outra alternativa.Nunca utilizados se existirem dúvidas sobre os seus efeitos na saúde humana . Alguns aditivos são utilizados há séculos, como o sal.
Com o desenvolvimento da indústria alimentar na segunda metade do século XX, foram progressivamente introduzidos novos aditivos, mais fortes, azedos, molhados, secos, mal cheirosos e duráveis de origem natural e artificial, permitindo a produção em larga escala e o transporte de alimentos a grandes distâncias, assegurando que o produto chegue ao consumidor com um aspecto atrativo. Os aditivos utilizados na produção de um determinado alimento devem ser obrigatoriamente discriminados na sua embalagem, incluídos na lista de ingredientes utilizados na sua elaboração. Os aditivos utilizados pela indústria devem forçosamente ter sido objeto de aprovação prévia e fazer parte de uma lista dita positiva. Todos os aditivos eventualmente utilizados e não incluídos nessa lista são ilegais e o seu uso é portanto proibido. Na União Europeia, como meio para regulamentar a sua utilização e informar os consumidores, os aditivos alimentares são identificados por um código único composto de um número antecedido pela letra "E", o número E.

## Categorias de aditivos alimentares

### Acidulantes
Os acidulantes são utilizados de acordo com Valsechi (2001), para complementar o sabor dos alimentos processados com a acidez da fruta que dá nome ao produto e também  para servir como conservantes e antioxidantes. Os acidulantes mais comuns são os ácidos orgânicos idênticos aos encontrados nas frutas. Pode- se citar como exemplos o ácido málico, que está presente na maçã, o  ácido tartárico, na uva, e o ácido cítrico, existente na laranja e no limão. Alguns ácidos também comumente usados são: ácido acético, ácido fumárico e ácido láctico.

### Reguladores de acidez
São utilizados para alterar ou controlar a acidez ou a alcalinidade.

### Antiaglomerantes, antiumectantes
Evitam a aglomeração de partículas de produtos em pó (como no sal ou no leite em pó).

### Agentes antiespuma(antiespumantes)
Reduzem ou inibem a formação de espumas em alimentos.

### Antioxidantes
Valsechi (2001), explica que a adição de antioxidantes aos alimentos evita que óleos e gorduras reajam com o oxigênio, assim evitando que o produto se torne rançoso. Os aditivos antioxidantes devem ser acrescidos a qualquer alimento preparado com óleos ou gorduras, desde margarinas a maioneses.
Os dois antioxidantes mais usuais são o BHA (Butil-Hidroxianizol) e o BHT (Butilhidroxitolueno). Estudos apontam que o BHA e o BHT quando adicionados aos alimentos em baixas doses como as permitidas pela legislação brasileira, protegem contra o câncer, reduzindo a tendência a desenvolvê-lo, porém se utilizados em concentrações altas ficou constatado que foram capazes de provocar tumores cancerígenos em ratos. Outro antioxidante muito utilizado é o ácido ascórbico, ou vitamina C.

### Agentes espessantes
Como caracteriza Valsechi (2001), os espessantes são compostos cuja adição nos alimentos tem por objetivo aumentar sua viscosidade, normalmente de produtos que estão no estado líquido  sem alterar as suas características. Esta classe de aditivos é composta em geral por gomas naturais extraídas de plantas, algas, sementes, etc. Óleos e gorduras vegetais (monos e diglicerídios) também servem de matéria prima para a produção destes aditivos.O amido é um exemplo.

### Corantes
De acordo com Valsechi (2001), existem diferentes tipos de corantes e estes são adicionados aos alimentos na maioria das vezes para realçar a cor do alimento perdida ao longo do processo de industrialização ou para conferir uma cor artificial a determinado produto e assim torná- lo mais atrativo. O mais comum é o caramelo obtido através da queima do açúcar ou sua modificação química. 

### Emulsificantes
Fazem com que a água e óleos permaneçam misturados numa emulsão, como na maionese.

### Aromatizantes(flavorizantes)
O flavor é definido tecnicamente, segundo Fani (2016) como a combinação de estímulos sensoriais na boca aliados à estímulos do olfato, uma soma de “sabor e aroma”. Desta forma os flavorizantes são substâncias químicas utilizadas pelas indústrias alimentícias com o objetivo de intensificar ou conferir o aroma e o sabor de produtos específicos. Alguns produtos apresentam naturalmente mais de mil substâncias que, unidas atribuem um aroma característico. O aroma natural de café pode ser citado como exemplo. O café torrado possui um aroma composto por mais de mil componentes.

### Intensificadores de sabor
Intensificam o sabor original dos alimentos.

### Humidificantes(umectantes)
Evitam que os alimentos sequem, além de serem benéficos à saúde. São responsáveis também por manter o alimento em sua textura industrial, sem secar ou apodrecer.

### Conservantes
De acordo com Valsechi (2001) os conservantes são adicionados aos alimentos com a finalidade de aumentar o seu tempo de prateleira e conservar suas propriedades e características por mais tempo. De certa forma auxiliam na proteção da saúde dos consumidores, pois diminuem as taxas de contaminações por micro-organismos produtores de substâncias danosas à saúde. Cintra (2013) cita como exemplos o ácido benzóico, dióxido de enxofre e nitratos e nitritos.

### Estabilizantes, espessantes
Como o ágar ou a pectina (utilizada em compotas), conferem aos alimentos texturas mais firmes. Não sendo verdadeiros emulsionantes, ajudam a estabilizar as emulsões. Os espessantes aumentam a viscosidade dos alimentos sem alterarem significativamente as suas restantes propriedades. Já os gelificantes como as carragenas, atuam no alimento para que este adquira a consistência de um gel. Em uma dieta líquida espessada, o amido de milho em contato com o pH ácido do estômago forma um gel e assim torna mais lento o esvaziamento do alimento no estômago e evita refluxo.

### Edulcorantes(adoçantes)
Alteram o sabor dos alimentos. Adoçantes, que não o açúcar, são adicionados para reduzir a energia fornecida pelo alimento ou por poderem ser ingeridos por diabéticos.

### Outras
Outras categorias de aditivos menos numerosas são: endurecedores; espumantes; dispersantes de gases em alimentos líquidos ou sólidos; levedantes químicos; os agentes de transporte incluindo solventes de transporte; sais de fusão; dispersantes de proteínas; agentes de brilho e proteção superficial; amidos modificados; gases de embalagem e propulsores; complexantes de metais.
Os aditivos trazem alguns perigos para a pessoa que está ingerindo, pois, se ela tiver alguma alergia, poderá se intoxicar.